# 키로프역
키로프역(러시아어: Киров)은 러시아 프리볼시스키 연방관구 키로프주 키로프에 있는 역으로, 시베리아 횡단철도의 역이다.